# Chlum (powiat Pilzno Południe)
Chlum – gmina w Czechach, w powiecie Pilzno Południe, w kraju pilzneńskim. Według danych z dnia 1 stycznia 2013 liczyła 223 mieszkańców.